# Sara-Lena Bjälkö
Sara-Lena Caroline Bjälkö, tidigare Andersson, född 23 februari 1976 i Våxtorps församling i Hallands län, är en svensk politiker (sverigedemokrat). Hon är ordinarie riksdagsledamot sedan 2022, invald för Hallands läns valkrets; hon var även riksdagsledamot 2014–2018, invald för Örebro läns valkrets.
I riksdagen är Bjälkö suppleant i försvarsutskottet, justitieutskottet, konstitutionsutskottet, trafikutskottet och utbildningsutskottet. Hon var tidigare varit suppleant i kulturutskottet.
Bjälkö har utbildat sig till undersköterska. Hon är kommunfullmäktig i Falkenbergs kommun och har tidigare även varit landstingsfullmäktig i Hallands läns landsting.